# Eduardo Gottardi
Eduardo Gottardi est un footballeur brésilien né le 18 octobre 1985 à Encantado. Il évoluait au poste de gardien de but.

## Biographie
Né à Encantado au Brésil, Eduardo Gottardi joue 39 matchs avec le Santa Cruz FC puis 10 matchs en première division brésilienne avec le club de Portuguesa. Il jouera son seul match avec Oeste FC le 31 janvier 2009 contre le SC Corinthians.
Il dispute également plus de 100 matchs en première division portugaise, et prend part à deux matchs en Ligue Europa.

## Statistiques
| Saison                | Club                  | Championnat           | Championnat | Championnat | Coupe(s) nationale(s) | Coupe(s) nationale(s) | Compétition(s) continentale(s) | Compétition(s) continentale(s) | Compétition(s) continentale(s) | Total | Total |
| Saison                | Club                  | Division              | M.          | B.          | M.                    | B.                    | Comp.                          | M.                             | B.                             | M.    | B.    |
| 2010-2011             | UD Leiria             | Primeira Liga         | 26          | 0           | 2                     | 0                     | -                              | -                              | -                              | 28    | 0     |
| 2011-2012             | UD Leiria             | Primeira Liga         | 12          | 0           | 0                     | 0                     | -                              | -                              | -                              | 12    | 0     |
| Sous-total            | Sous-total            | Sous-total            | 38          | 0           | 2                     | 0                     | -                              | -                              | -                              | 40    | 0     |
| 2012-2013             | CD Nacional           | Primeira Liga         | 21          | 0           | 4                     | 0                     | -                              | -                              | -                              | 25    | 0     |
| 2013-2014             | CD Nacional           | Primeira Liga         | 29          | 0           | 2                     | 0                     | -                              | -                              | -                              | 31    | 0     |
| 2014-2015             | CD Nacional           | Primeira Liga         | 25          | 0           | 7                     | 0                     | C3                             | 2                              | 0                              | 34    | 0     |
| 2015-2016             | CD Nacional           | Primeira Liga         | 14          | 0           | 5                     | 0                     | -                              | -                              | -                              | 19    | 0     |
| Sous-total            | Sous-total            | Sous-total            | 89          | 0           | 18                    | 0                     | -                              | 2                              | 0                              | 109   | 0     |
| 2016-2017             | CS Marítimo           | Primeira Liga         | 16          | 0           | 4                     | 0                     | -                              | -                              | -                              | 20    | 0     |
| Sous-total            | Sous-total            | Sous-total            | 16          | 0           | 4                     | 0                     | -                              | -                              | -                              | 20    | 0     |
| Total sur la carrière | Total sur la carrière | Total sur la carrière | 143         | 0           | 24                    | 0                     | -                              | 2                              | 0                              | 169   | 0     |